# John Kenneth Galbraith
 (juin 2019).
Pour les articles homonymes, voir J. K. Galbraith et Galbraith.
John Kenneth Galbraith, né le 15 octobre 1908 à Iona Station (en), en Ontario (Canada), et mort le 29 avril 2006  à Cambridge (États-Unis), est un économiste américano-canadien. Il a été le conseiller économique de différents présidents des États-Unis : Franklin Delano Roosevelt, John Fitzgerald Kennedy et Lyndon B. Johnson.

## Biographie

### Jeunesse et études
John Kenneth Galbraith est l'auteur d'une thèse d'économie agricole soutenue en 1934 à l'Université de Californie à Berkeley.

### Parcours professionnel
Galbraith devient professeur adjoint à l'université de Princeton en 1934. Cette même année il entre dans l'administration Roosevelt et deviendra plus tard un militant des plus actifs pour la réélection du président démocrate. À partir de 1940, il est employé par le gouvernement fédéral américain à différents postes, notamment pour contrôler les prix pendant la Seconde Guerre mondiale. Il travaille par la suite pour le magazine Fortune.
Professeur à l'université Harvard en 1949, il reste proche du parti démocrate.
John F. Kennedy le nomme ambassadeur en Inde (1961-1963), où il contribue à mettre fin au conflit avec la Chine en 1962. Il sera par la suite conseiller économique de présidents américains démocrates, et s'oppose à la guerre du Viêt Nam par l'intermédiaire de l'Americans For Democratic Action, dont il est Président. À partir de 1971, il enseigne dans plusieurs universités européennes.
Il élabore son corpus théorique dans un cadre aux tendances à la fois keynésiennes et surtout institutionnalistes, tout en restant très hétérodoxe et très critique vis-à-vis de ses collègues. Il va d'ailleurs critiquer fortement la politique de dérégulation menée par Ronald Reagan et l'intégrisme économique de son plus grand ennemi Milton Friedman.
Auteur de très nombreux livres et articles, choyé par les médias, il est à ce titre l'économiste le plus lu du XXe siècle.
Il épouse en 1937 Catherine Merriam Atwater (1913-2008), brillante linguiste, petite-fille du scientifique Wilbur Olin Atwater. Ils auront quatre enfants : Alan en 1941, Robert Douglas (1943-1950), Peter Woodard en 1950 et James Kenneth Galbraith, en 1952, qui deviendra lui aussi économiste.

## Apports

### Critique de l'école néoclassique
Se situant parmi les keynésiens de gauche, Galbraith critique la théorie néo-classique de la firme, la souveraineté du consommateur ainsi que le rôle autorégulateur du marché. L'économie universitaire retiendra surtout du travail théorique de Galbraith, poursuivi tout au long de sa longue carrière, les deux notions de filière inversée et de technostructure.
En particulier, Galbraith se concentra sur le pouvoir de marché des grandes corporations. En effet, ce pouvoir de marché affaiblit le principe de consommateur souverain. Les entreprises peuvent fixer les prix, ce qui leur permet de conquérir une plus grande part de marché et de produire plus que ce qui serait socialement efficace. Ce pouvoir de marché joue également un rôle dans la création de l'inflation[incompréhensible].  Cela rend nécessaire un certain niveau de contrôle de prix, d'autant plus que ces mesures sont plus efficaces dans une situation avec peu de vendeurs et peu d'acheteurs.     

### Obsolescence de la théorie classique en société riche
Par ailleurs, dans La société de l'abondance Galbraith émet l'hypothèse que la théorie économique classique n'est plus pertinente dans une société "riche". En effet, au cours du XXème siècle, nous sommes passé d'une économie de pénurie à une économie étant capable de satisfaire les besoins primaires de ses membres. Ainsi, les entreprises doivent créer de nouveaux biens superflus, en, particulier grâce à la publicité . Néanmoins, cela vient avec des externalités négatives : la création de biens publics est négligée. Ainsi, si un grand nombre de personnes peuvent consommer des articles de luxe, il existe un sous investissement chronique dans l'école publique ou de la pollution à grande échelle. Les moyens de production seraient mieux utilisés dans la fourniture de ces biens publics que dans la fourniture de biens superflus. Ainsi, la publicité détourne les capacités vers des secteurs sans grande valeur ajoutée pour la société. Alors, une solution serait une juste redistribution de richesses via des taxes Pigouvienne ou des taxes sur le capital, plus efficaces sur le plan social que les taxes sur le travail.
Avec ce livre, Galbraith est un des premiers à employer le terme de néo-féodalisme. Cela désignait pour lui une politique approfondissant la stratification sociale entre riches et pauvres.

### La filière inversée
Pour expliquer l'avènement de la société de consommation pendant les Trente Glorieuses, Galbraith développe la notion de « filière inversée » dans son livre L'Ère de l'opulence, publié en 1958 aux États-Unis et traduit en français en 1961. Son énoncé est simple : « Ce sont les entreprises qui imposent des produits aux consommateurs, et non l'inverse ». Autrement dit, il considérait que la notion d'économie de marché n'a pas de sens.
Les théories classique et néo-classique expliquent que les décisions de production des entreprises se font en fonction de la demande qui leur est adressée par les consommateurs. C'est l'idée de base de l'équilibre, idée centrale dans l'économie libérale : on aurait d'un côté une fonction dite « de demande collective ({\displaystyle D}) », de l'autre une fonction « d'offre collective ({\displaystyle O}) », et ce serait la rencontre de ces deux fonctions (lorsque {\displaystyle O=D}) qui déterminerait le niveau de la production, sous-entendu une régulation idéale de l'optimum économique satisfaisant à la fois les producteurs et les consommateurs.
Or, Galbraith refuse cette théorie. Non seulement son angle d'approche serait mauvais (elle se base sur un individualisme méthodologique, introduction de l'homo œconomicus constituant multiple de la population et aux comportements parfaitement rationnels, donc prédictifs qui valideraient les théories classiques, alors que Galbraith est partisan du holisme méthodologique), mais en plus son caractère déductif la rendrait peu réaliste. Il propose à la place la « théorie de la filière inversée » : pour lui, « Parce qu'elles ont des poids économique, politique et médiatique énormes, les plus grandes entreprises peuvent imposer l'achat de certains produits aux consommateurs par le biais de la publicité, de certaines politiques de prix », d'un accès facilité au crédit à la consommation. De fait, les consommateurs ne dirigent plus le marché, mais sont conditionnés par le marché, lui-même guidé par les décisions de ce que Galbraith nommera ensuite, dans Le Nouvel État Industriel (1967, traduction française 1969), la technostructure des entreprises.
En résumé, la filière inversée porte ce nom car, au lieu de voir les entreprises recueillir l'information par le biais des prix quant au niveau demandé de leur production, ce sont en réalité elles-mêmes qui se fixent un objectif à atteindre, faisant pression sur le consommateur pour parvenir aux dits objectifs. La principale conséquence de cette analyse est qu'une augmentation de la production ne permet plus de réduire les besoins : les firmes créent en permanence de nouveaux besoins, et l'accroissement de la production ne sert plus alors à améliorer le bien-être mais devient une fin en soi.

### La technostructure
Cette notion a été théorisée dans l'œuvre principale de Galbraith : Le Nouvel État industriel (1967, traduction française dès 1969 chez Gallimard). Le point de départ de sa réflexion générale avait été l'observation des profondes mutations du système économique, en particulier américain, depuis les années 1950. Mais là où L'Ère de l'opulence ne faisait qu'aborder un des aspects de ce problème, au travers de l'analyse de la société de consommation, Le Nouvel État Industriel vise à étudier le thème du changement dans une perspective globale.
Exposant les progrès de la technologie, Galbraith dégage l'idée selon laquelle les individus qui prennent effectivement les décisions des entreprises n'appartiennent plus à la classe des détenteurs de capitaux, mais à une catégorie nouvelle qui se distingue et s'impose par ses connaissances technologiques et organisationnelles : les gestionnaires (ou management). C'est cette catégorie que Galbraith appelle la technostructure, que l'on pourrait très schématiquement comparer à une technocratie économique. C'est par sa force intrinsèque que cette bureaucratie parvient à imposer certains choix à ses clients, dans le cadre de la filière inversée.

## Œuvre
- 1955 : La Crise économique de 1929
- 1958 : L'Ère de l'opulence
- 1962 : Les Conditions actuelles du développement économique, Denoël
- 1963 : L'Heure des libéraux, Calmann-Lévy
- 1956 : Le Capitalisme américain, Editions Génin
- 1967 : Le Nouvel État Industriel
- 1969 : Le Triomphe, Gallimard
- 1970 : Le Journal d'un ambassadeur, Denoël
- 1971 : Fraternité, finances et fantaisies, Denoël
- 1973 : La Science économique et l'intérêt général, Gallimard 1974
- 1973 : Sur les sentiers de mon enfance, Denoël
- 1973 : Voyage en Chine, Denoël
- 1975 : L'Argent, Gallimard 1977
- 1979 : La Pauvreté de masse,
- 1983 : L'Anatomie du pouvoir, Seuil 1985
- 1984 : La Voix des pauvres ou Ce qu'ils ont à nous dire sur l'économie, Gallimard, 1984.
- 1987 : L'Économie en perspective, Seuil 1989
- 1990 : Monsieur le Professeur (roman), Belfond 1991
- 1990 : Brève histoire de l'euphorie financière, Seuil 1992
- 1992 : La République des satisfaits, Seuil 1993
- 1994 : Voyage dans le temps économique, Seuil 1995
- 1996 : Pour une société meilleure, Seuil 1997
- 2001 : Des amis bien placés, Seuil, 2001  (ISBN 2-02-041083-4)
- 2002 : Les Mensonges de l'économie,
- 2006 : Une vie dans son siècle, Mémoires, Gallimard 1983
- 2007 : Économie hétérodoxe[6], Seuil.